# BK 3,7
El Bordkanone 3,7 (BK 3,7) (canó d'abord 3,7) era un canó automàtic antitanc/antibombarder de 3,7 cm basat en el Flak 18 de 3,7 cm anteriorment fabricat per Rheinmetall. Es va instal·lar en avions de la Luftwaffe durant la Segona Guerra Mundial com els Junkers Ju 87G-1 i G-2; Henschel Hs 129B-2/R3; Messerschmitt Bf 110G-2/R1-3; Junkers Ju 88P-2 i P-3 i altres. El canó es podia instal·lar sota les ales o en el fuselatge de l'aeronau en una gòndola amb un carregador de 12 projectils. Disparava munició perforant amb nucli de tungstè o d'alt explosiu del calibre de 37 × 263B mm a 160 trets per minut.